# Liste der sowjetischen Botschafter in der DDR
Diese Liste enthält alle Botschafter der Sowjetunion in der Deutschen Demokratischen Republik.

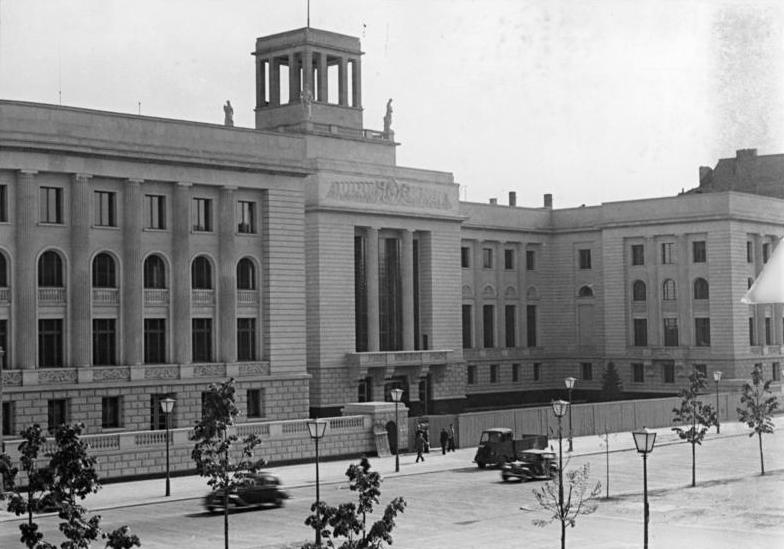
Berlin, sowjetische Botschaft Unter den Linden

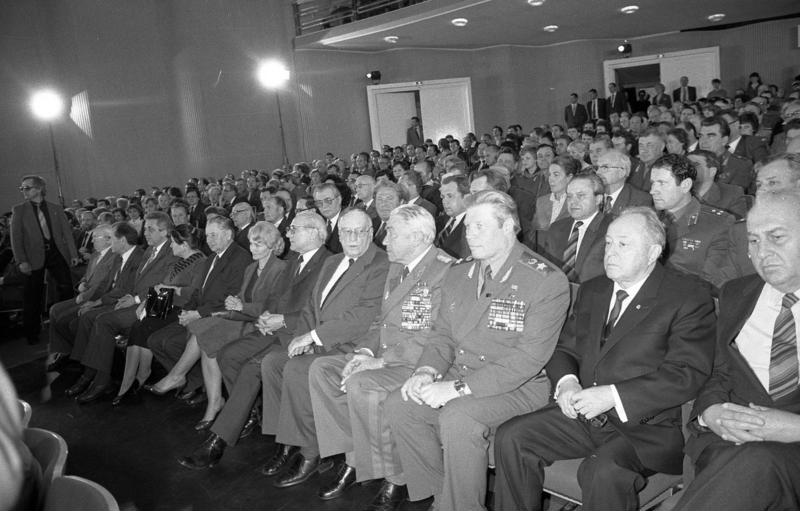
Fünfter von links: UdSSR-Botschafter Wjatscheslaw Kotschemassow

| ernannt / akkreditiert | Name                                   | Lebensdaten |
| ---------------------- | -------------------------------------- | ----------- |
| 4. November 1949       | Georgi Maximowitsch Puschkin           | (1909–1963) |
| Juni 1952              | Iwan Iwanowitsch Iljitschow            | (1905–1983) |
| September 1953         | Wladimir Semjonowitsch Semjonow        | (1911–1992) |
| Juni 1954              | Georgi Maximowitsch Puschkin           | (1909–1963) |
| Februar 1958           | Michail Georgijewitsch Perwuchin       | (1904–1978) |
| 15. Dezember 1962      | Pjotr Andrejewitsch Abrassimow         | (1912–2009) |
| 30. Oktober 1971       | Michail Timofejewitsch Jefremow        | (1911–2000) |
| 7. März 1975           | Pjotr Andrejewitsch Abrassimow         | (1912–2009) |
| Juni 1983              | Wjatscheslaw Iwanowitsch Kotschemassow | (1918–1998) |
| Juni 1990              | Gennadi Serafimowitsch Schikin         | (1938–2006) |